# Herbert Hoover
Herbert Clark Hoover, ameriški inženir in politik, * 10. avgust 1874, West Branch, Iowa, † 20. oktober 1964, New York, New York. 
Funkcijo predsednika ZDA je opravljal v letih 1929−1933.

## Mladost
Bert, kakor so ga klicali doma, je bil sin kovača Jessija Clark Hooverja in Hulde Minthorn iz Iowe. Oče se je poleg kovaštva ukvarjal še s prekupčevanjem kmetijskega orodja. Starši so se priselili v ZDA iz nemškega dela Švice, bili so Kvekerji. Oče je umrl že leta 1880, njegova mati pa tri leta kasneje. Starejši brat Teodor, mlajša sestra Mary in on so ostali sirote. Nekaj časa so živeli pri sorodnikih. Herberta je vzel v varstvo njegov stric dr. John Minthorn, ki je živel v Oregonu. 

## Javno delovanje
Zaslovel je kot človekoljub, ker je poskrbel za proizvodnjo in distribucijo hrane v ZDA in Evropi med prvo svetovno vojno in po njej. Kot minister za trgovino (1921-1928) je prepričal velika podjetja, da so standardizirala proizvodnjo blago in uvedla načrtno gospodarjenje. Veljal za zmernega liberalca. Leta 1928 je bil izbran za republikanskega predsedniškega kandidata. Na volitvah je z lahkoto zmagal. V letih 1929-1933 je bil 31. predsednik ZDA. Leta 1929 mu ni uspelo preprečiti borznega zloma in velike depresije, ki me je sledila. Leta 1932 je ponovno kandidiral za predsednika, vendar ga je porazil Franklin D. Roosevelt. Po volitvah je še naprej usklajeval evropski prehrambni program. V letih 1947-1949 in 1953-1955 je bil predsednik v izvršni komisiji za sanacijo povojne Evrope. Ameriška oblast je upoštevala veliko njegovih priporočil, zato so po njegovem nasvetu ustanovili ministrstvo za zdravstvo, šolstvo in socialno skrbstvo. 